# Моранбон (ансамбль)
Моранбон бенд (кор. 모란봉 악단) — північнокорейський жіночий музичний ансамбль, що здобув широку популярність за межами КНДР, не маючи при цьому зарубіжних гастролей. Відрізняється своєрідним музичним стилем, що поєднує в собі симфонічну музику, поп-музику в західному стилі і традиційну корейську. У його складі більше дюжини учасниць, які грають на всіх наявних інструментах від електричних скрипок і віолончелей до клавішних і ударних, а також вокальна група. Ансамбль був створений після приходу до влади Кім Чен Ина в 2012 році для проведення регулярних концертів. Суттю проєкту "Моранбон бенд" було осучаснення північнокорейської сцени та іміджу північнокорейської культури. Ансамбль є першим в КНДР повністю жіночим колективом. За деякими відомостями підбором дівчат до нього раніше займався сам Кім Чен Ин. Втім, надійного підтвердження ця інформація не має. "Моранбон бенд" найбільш близький до поп-культурі з усього, що існує в КНДР, користується в КНДР величезною популярністю і є учасником всіх важливих концертів. На Заході ансамбль іноді називають північнокорейської версією Spice Girls.

## Історія
Прийшовши до влади, Кім Чен Ин почав власні реформи. В галузі літератури і мистецтва, зокрема, вирішено було почати корінний поворот, що знаменує початок нового століття. Створення нового, більш сучасного колективу можна розглядати як визнання того, що багато інших виконавців легкої музики в КНДР вийшли з моди. Поштовхом до створення «Моранбон бенд» став і успіх південнокорейської хвилі сучасної поп-музики, на що вказує той факт, що дебют групи, приблизно збігся з популярність зірки південнокорейської хвилі Psy «Gangnam Style». Також це викликано спробою чинного режиму подобатися різним соціальним верствам країни: столичної еліти Пхеньяна, військовим, робочим, жінкам, причому, в більшій мірі, молоді.
Дебют ансамблю відбувся 6 липня 2012 року. Колектив представила публіці дружина Кім Чен Ина Лі Соль Чжу. Серед глядачів були відомі в КНДР політики, посадові особи, вчені, художники, письменники, журналісти, викладачі літературних, медійних і художніх навчальних закладів. Виступ було насичено популярними образами і музикою культури Заходу. Наприклад, були використані персонажі з популярних мультфільмів Діснея — Міккі Маус, Вінні-Пух, Білосніжка, а також популярні композиції — саундтрек до фільму «Роккі», пісня  Френка Сінатри «My Way» («Мій шлях»), «Чардаш», «Циганські наспіви», «La Reine de Saba», «Menuet», «Penelope», «Serenade de l'Étoile». «Дуель» була представлена, як «популярна» композиція, а «Перемога» йшла під виглядом пісні в стилі реп, кантрі представлено піснею «Даллас». Також були представлені 12 саундтреків до мультфільмів під назвою «Збірник пісень зі всесвітніх казок». Це повністю відрізнялося від того, що коли-небудь було на північнокорейської сцені і телебаченні, але також повністю відрізнялося і від того, що було в репертуарі «Моранбон бенд» після цього концерту. Трансляція першого концерту по телебаченню була настільки популярною, що вулиці Пхеньяна, за повідомленнями, спорожніли. Публічна поява дружини північнокорейського лідера, значне висвітлення події на Заході і досить прозахідний репертуар ансамблю дозволив Кім Чен Ину продемонструвати відкритість, що породило припущення про зміни політичного курсу, але на поставлені в ЗМІ питання Північна Корея відповіла, що "не буде такого політичного зсуву, як очікувалося від ворожих країн ", і що виконання відповідало принципу Кім Чен Іра, щоб "поставити ноги на нашій землі і підняти очі, щоб побачити світ ".
Ансамбль досить швидко завоював популярність і став вважатися своєрідним культурним символом молоді Північної Кореї. До того ж, за допомогою телебачення «Моранбон бенд» став затребуваним не тільки в цільових елітних групах, але і серед усього населення країни, демонструючи прийнятність деяких модних тенденцій, неприпустимих раніше. Стиль одягу учасниць ансамблю, який можна назвати консервативною сексуальністю — спідниці вище колін і туфлі на підборах, короткі стрижки, стали дуже популярні серед дівчат в Пхеньяні.
Другий концерт відбувся під час урочистостей, присвячених річниці  Корейської війни. Репертуар став більш патріотичним і ясно дав зрозуміти, що дебютний концерт був швидше винятком, ніж радикальною зміною в культурній політиці.
У серпні 2013 році колектив перестав з'являтися на публіці, що дало привід за межами КНДР заговорити про розформування ансамблю і репресії проти її учасниць і їхніх родичів. Однак через 4  місяці «Моранбон бенд» знову вийшли на сцену. Вони виступили разом з набагато більш консервативним Державним заслуженим оркестром і хором. Різниця в стилях була досить помітна під час виконання військового маршу «Without a Break» («Без перерви») в аранжуванні ансамблю. Ритм цього твору представникам оркестру і хору було складно підтримувати. У першому з двох спільних концертів домінував оркестр і хор, але вже в другому «Моранбон бенд» стали більш помітні. Колектив, що існував всього кілька місяців, представив світу масштабний концерт, що знаменує його народження. Їх репертуар складався з двох частин і включав барвисті номери: легкі музичні композиції «Аріран», «Йеппині», «Переможці», "Сюїта з пісень казок світу, жіночий вокальний квінтет «Давайте вчитися», жіноче тріо «Дівчина з Ньонбьона, тче шовк», струнний квартет «Нам не прожити без його турботи», зарубіжні композиції «Чардаш», «Перемога», «Циганські наспіви», жіночий секстет «Майорить червоний стяг».
З 15 липня до 7 вересня 2015 року ансамбль знову не виступав на публіці і в прямому ефірі, що породило нові чутки, про його розпуск. Однак 7 вересня в Пхеньяні група знову виступила з Державним заслуженим хором тепер уже перед делегацією з  Куби, виконавши популярну північнокорейську пісню «Пхеньян Кращий» і «Guantanamera» для кубинських гостей, що розвіяло всі сумніви з приводу долі ансамблю.
У грудні 2015 року Кім Чен Ин делегував «Моранбон бенд» для проведення декількох концертів, які повинні були б поліпшити відносини між Китаєм та Північною Кореєю. Це було перше турне ансамблю за межи країни. Однак лише за кілька годин до першого виступу ансамбль покинув Пекін, вилетівши найближчим рейсом до Пхеньяну. Китайське інформаційне агентство «Сіньхуа» заявило, що всі виступи групи були скасовані через непорозуміння на вищому рівні. The Korea Herald повідомила, що Північна Корея скасувала тур, тому що Китай наполягав, щоб під час виступів ансамблю не показували північнокорейські ракети.
У січні 2018 року провідна вокалістка групи Хьон Сон Воль відвідала Південну Корею в складі делегації КНДР, яка вела переговори з  Республікою Корея про вихід на церемонію відкриття  Зимових Олімпійських ігор 2018 року під прапором об'єднаної Кореї.

## Стиль, тематика пісень та інші особливості ансамблю
Музика "Моранбон бенд" є поєднанням поп-музики, рок-музики і ф’южн. Такий різноманітний музичний стиль був представлений як симфонічний, тому що він «збирає різні звуки і закінчується гармонійним, приємним результатом». "Моранбон бенд" складається виключно з жінок. Музику його учасниці виконують на власних інструментах, володіючи при цьому досконалими музичними здібностями, завдяки особливостям музичної освіти в Північній Кореї, де будь-яке виконання повинно бути точним і ідеальним. З огляду на те, що колектив "Моранбон бенд" досить великий, це дало ансамблю можливість не тільки грати музику в різних стилях, але і виконувати досить складні з технічної точки зору композиції. При цьому зміни в складі "Моранбон бенд" ніяк не впливають на його стиль, оскільки вибір дівчат здійснюється, виходячи з їхньої техніки володіння інструментом.
Репертуар ансамблю включає в себе пісні та інструментальні композиції як корейські, так і зарубіжні. Композиції відрізняються сучаснішим аранжуванням в порівнянні з тим, що було на північнокорейській сцені до цього, і це стало своєрідним проривом на естраді КНДР і викликало інтерес до ансамблю за кордоном. Складно сказати хто робить аранжування. Учасниці ансамблю інтерв'ю практично не дають. Але третина репертуару Моранбон бенд належить відомим в КНДР авторам Хван Цзінь-юн, Чон-хо і У Чжун-хуей. Можна припустити, що вони були пов'язані з ансамблем вже з самого початку. При всій сучасності і навіть легкості стилю тематика значної частини пісень патріотична, в тому числі така, що прославляє існуючий режим та його керівників. Як і все мистецтво в КНДР "Моранбон бенд" є інструментом ідеологічного впливу.
Можна з упевненістю говорити, що "Моранбон бенд" зараз найпопулярніші артисти в Північній Кореї і кумири північнокорейської молоді, законодавці моди і не тільки музичної. Люди танцюють під пісні "Моранбон бенд" на вулицях і закривають магазини під час їх телевізійних виступів. Учасниці ансамблю демонструють у своїй країні як інструментальну та вокальну віртуозність, так і привабливу жіночність. Проте, це Північна Корея, де національний девіз — «Військовий на першому місці», і члени ансамблю теж не виняток. Вони теж є військовослужбовцями, мають військові звання. Після їх дебютних виступів екстравагантність в одязі і прикрасах була пом'якшена, і в наступних концертах учасниці ансамблю стали частіше виступати у військовій формі, дещо модифікованій під сценічні виступи, білого або оливкового кольору зі знаками розрізнення та еполетами. Таким чином, ансамбль фактично є «військовим оркестром», а не «поп-гуртом».
"Моранбон бенд" виступає на всіх важливих святкових концертах, які нерідко відвідує особисто керівник КНДР Кім Чен Ин з дружиною. На цих концертах спостерігається ще одна цікава тенденція — на відміну від колишніх концертів, де глядачі постійно сиділи на своїх місцях і стримано аплодували, тепер під музику "Моранбон бенд" найбільш емоційні глядачі встають і танцюють на майданчику перед сценою при повному схваленні північнокорейського лідера.

## Склад ансамблю
Станом на травень 2013 року.
Інструментальна група
- Seon-u Hyang-hui (선우향희) – перша скрипка, лідер ансамблю (раніше учасниця ансамблів Samjiyeon Band, Mansudae Art Troupe)
- Hong Su-kyeong (홍수경) – скрипка
- Cha Young-mi (차영미) – скрипка
- Yoo Eun-jeong (유은정) – віолончель
- Ri Hui-kyeong (리희경) – клавішні
- Kim Yong-mi (김영미) – клавішні
- Choi Jeong-im (최정임) – саксофон
- Kim Jong-mi (김정미) – рояль
- Han Sun-jong (한순정) – ударні
- Kang Ryeong-hui (강령희) – гітара
- Jon Hye-ryon (전혜련) – бас-гітара

Вокальна група
- Kim Yoo-kyeong (김유경)
- Kim Seol-mi (김설미)
- Ryu Jin-a (류진아)
- Pak Mi-kyeong (박미경)
- Jung Su-hyang (정수향)
- Pak Seon-hyang (박선향)
- Ra Yu-mi (라유미)
- Ri Su-kyong (리수경)
- Ri Myeong-hui (리명희)

## Цікаві факти
- Зміни у відвертості, відкритості і вестернізованості одягу дівчат "Моранбон бенд" служать своєрідним індикатором зміни норм пристойності в північнокорейському суспільстві.
- У 2017 році Хьон Сон-воль (현송 월), лідер ансамблю, була призначена членом Центрального комітету Робочої партії.[5]
- Лідеру ансамблю Хьон Сон Воль західні ЗМІ у 2010-х роках приписували близькі стосунки з Кім Чен Ином.
- В міру зростання популярності ансамблю "Моранбон бенд" у Південній Кореї посилювалася цензура до всього північнокорейського.